# Koen van der Wijst
Koen van der Wijst (* 7. August 1997) ist ein niederländischer Leichtathlet, der sich auf den Stabhochsprung spezialisiert hat.

## Sportliche Laufbahn
Erste internationale Erfahrungen sammelte Koen van der Wijst beim Europäischen Olympischen Jugendfestival (EYOF) 2013 in Utrecht, bei dem er mit übersprungenen 4,70 m den fünften Platz belegte. Im Jahr darauf schied er bei den Juniorenweltmeisterschaften in Eugene mit 5,10 m in der Qualifikationsrunde aus und 2015 gelangte er bei den Junioreneuropameisterschaften in Eskilstuna mit 5,05 m auf den elften Platz. 2016 wurde er bei den U20-Weltmeisterschaften in Bydgoszcz mit 5,20 m 13. und im Jahr darauf schied er bei den U23-Europameisterschaften ebendort mit 5,15 m in der Vorrunde aus. Anschließend erreichte er bei der Sommer-Universiade in Taipeh das Finale, brachte dort aber keinen gültigen Versuch zustande. 2019 verpasste er bei den Studentenweltspielen in Neapel mit 5,10 m den Finaleinzug und 2023 gewann er bei den World University Games in Chengdu mit 5,45 m die Bronzemedaille hinter dem Finnen Urho Kujanpää und Patsapong Amsam-ang aus Thailand.
2023 wurde van der Wijst niederländischer Meister im Stabhochsprung im Freien sowie 2018 in der Halle.